# Миниалбум
EP (акроним от extended play, чете се ий-пи) или миниалбум е грамофонна плоча, компактдиск или дигитален запис с продължителност на свирене по-голяма от тази на сингъла, но по-малка от тази на албума или дългосвирещата плоча.
EP обикновено, но невинаги, е запис с 4 до 7 песни и е с продължителност на свирене от 10 до 25 минути. Ако песните са повече от 10, тогава обичайно се счита, че записът е албум.
Този вид албуми не е разпространен в България, а най-вече в Западна Европа и САЩ. В южнокорейската музика е популярно понятието миниалбум.